# Ki-aikido
Ki-Aikido, eller Shin Shin Toitsu Aikido (japanska: 心身統一合氣道?, Shinshintouitsu Aikidō), är en aikidostil som tränas inom organisationen Ki No Kenkyukai, som grundades av Koichi Tohei 1974 då han lämnade Aikikai. 
Ki-Aikido introducerades i Sverige i början av 1980-talet, när Sjunne Ferger i Örebro bjöd in instruktören Kenjiro Yoshigasaki att hålla läger. Sedan Yoshigasaki brutit med den japanska moderorganisationen följer den svenska Ki-aikidon Ki No Kenkyukai Association Internationales system, där man använder sig av dubbla graderingssystem ett för aikido och ett för ki, vilket man även gör i den japanska moderorganisationen. Stilen har omkring 400 utövare i Sverige, vilket är ungefär 8 procent av alla aikidotränande i Sverige.